# ساغا (سلسلة ألعاب)
ساغا (サ ガ) هي سلسلة ألعاب فيديو لتقمص الأدوار من نوع الفنتازيا والخيال العلمي تدور في عالم مفتوح تم تطويرها سابقًا بواسطة شركة سكوير، التي أصبحت مملوكة حاليًا لشركة سكوير إنكس. ولدت السلسلة على غيم بوي في عام 1989 من خلال إنشاء أكيتوشي كاوازو. استمرت منذ ذلك الحين عبر منصات متعددة، من نظام الترفيه سوبر نينتندو إلى بلاي ستيشن 2.
تتميز السلسلة بتركيزها على استكشاف العالم المفتوح، والمؤامرات المتفرعة بطريقة غير خطي، وأسلوب اللعب غير التقليدي في بعض الأحيان. هذا يميز السلسلة عن معظم عناوين المربعات. يوجد حاليًا عشر ألعاب في سلسلة ساغا، بالإضافة إلى العديد من المنافذ المحسنة والمستجدات.

## ردود الفعل
تحظى الألعاب في سلسلة ساغا بشعبية كبيرة في اليابان، حيث بيع أكثر من مليون نسخة منها. اعتبارًا من مارس 2011، باعت السلسلة أكثر من 9.9 مليون وحدة.
في عام 2006، صوت قراء مجلة الألعاب فاميتسو على أنها أفضل لعبة على الإطلاق بالمرتبة 53، فيما جاءت «ساغا 2» كأفضل لعبة على الإطلاق بالمرتبة 94. تلقت الألعاب في السلسلة أيضًا مراجعات إيجابية بشكل عام من المنشورات اليابانية مثل فاميتسو و Dengeki.